# Change (Ensi)
Change è un singolo del rapper italiano Ensi, pubblicato il 1º luglio 2014 come primo estratto dal terzo album in studio Rock Steady.

## Descrizione
Seconda traccia dell'album, Change ha visto la partecipazione vocale di Patrick Benifei dei Casino Royale ed è stato prodotto da Symone.
Pubblicato per il download digitale il 1º luglio 2014, il singolo è entrato in rotazione radiofonica il giorno seguente.

## Tracce
1. Change (feat. Patrick Benifei) – 4:00